# Mosaic romà

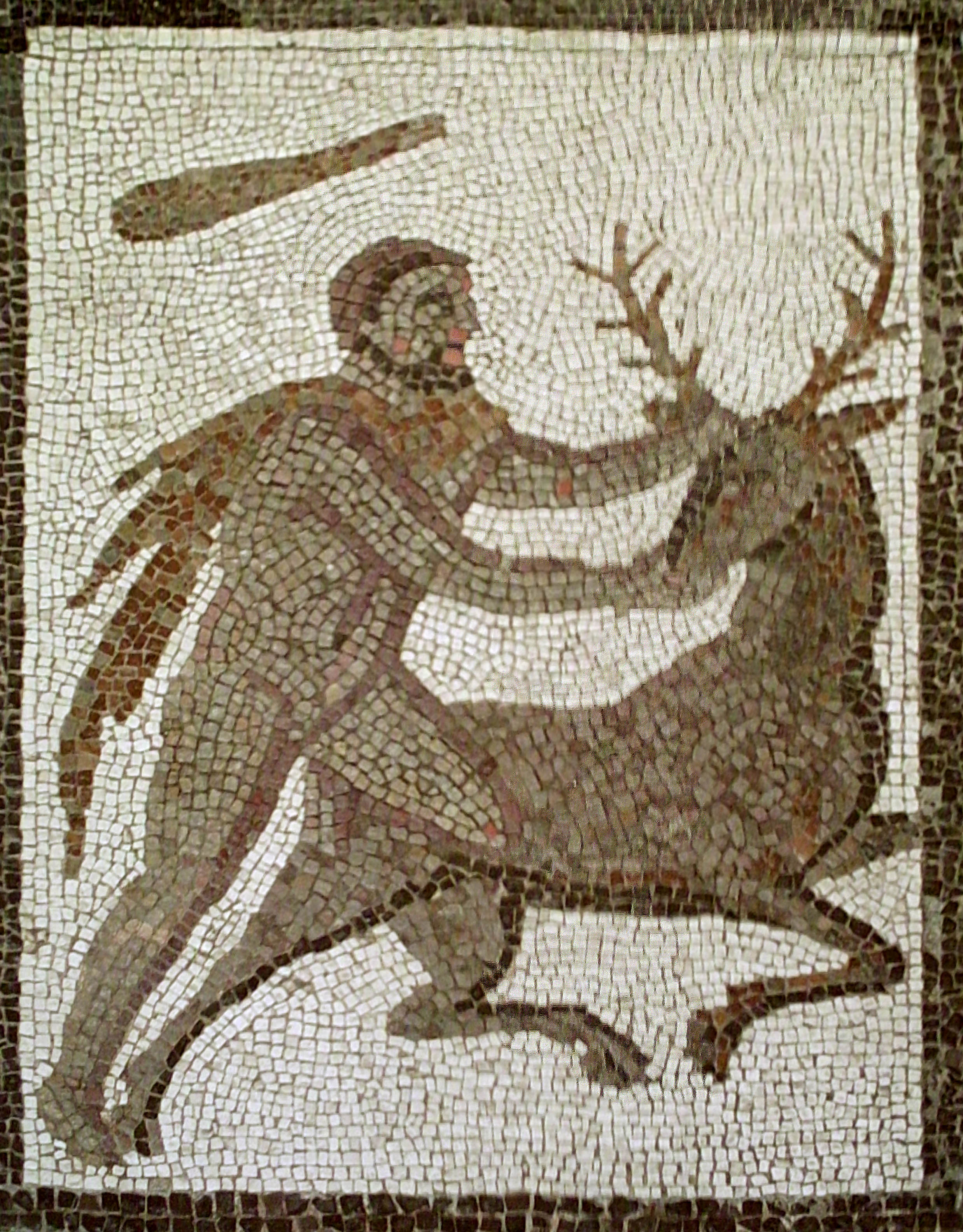
Mosaic dels dotze treballs d'Hèrcules procedent de Llíria, Camp de Túria

Els mosaics romans s'elaboraven amb petites peces de ceràmica o altres materials de colors i formes diferents anomenades tessel·les, i per aquest motiu s'hi referien també com a opus tessellatum. Les tessel·les són peces de forma cúbica, fetes de pedra calcària o de vidre o ceràmica, molt cuidades i elaborades i de diferents mides. L'artista les disposava sobre la superfície, com un trencaclosques, distribuint el color i la forma, i aglomerats amb una massa de morter.
El mosaic romà és considerat com una pintura feta de pedra. És un art que viu de la pintura pel que fa a temes es refereix. Els assumptes d'un mosaic no tenen identitat pròpia, són els mateixos que poden trobar-se en la pintura, però es diferencia d'ella en el fet que la perspectiva és falsa i forçada. La seva inspiració està en els dibuixos dels tapissos dels teixits i de l'obra pictòrica.
Els mosaics romans són fàcils de descobrir per als arqueòleg si fins ara (any 2004) el seu nombre és molt elevat, però presenten una gran dificultat de conservació. El lloc idoni sembla que està en els museus on la cura, la neteja, temperatura, humitat, etc., es troben a la seva disposició, però el problema està en l'espai que es necessitaria per emmagatzemar-los de manera mereixedora.

## Història del mosaic a l'antiga Roma
Al principi, quan l'art del mosaic es va començar a desenvolupar a Roma, es feia sobretot per decorar els sostres o les parets i poques vegades els sòls perquè es tenia por que no oferís suficient resistència a les trepitjades. Però més tard, quan aquest art va arribar a la perfecció, van descobrir que es podia trepitjar sense risc i va començar la moda de fer paviments de luxe. Els mosaics com a paviment eren per als romans com pot ser una catifa persa i d'alta qualitat en els temps moderns.
Quan els romans van conquistant al llarg del segle ii aC les regions de Grècia i de l'Àsia Menor, l'obra de mosaic era ja comuna a tot el món de parla grega. L'art del mosaic va passar amb facilitat al món romà començant així un gènere artístic-industrial, del qual van fer una veritable especialitat. Es va estendre de manera que es pot dir que no hi va haver casa o vil·la romana on no hi hagués mosaics.
Els mosaics eren per als romans un element decoratiu per als espais arquitectònics. Va arribar a ser un art tan apreciat i difós que al segle iii l'emperador Dioclecià va promulgar un decret en el qual va establir el preu que els artistes podien donar a les seves obres, segons els graus de qualificació prèvia. Quan l'any 330 l'emperador Constantí va traslladar la capital de l'Imperi Romà d'Orient a Constantinoble. l'antiga Bizanci, va atorgar força facilitats i afavorir l'èxode als mestres grecs i romans fabricants de mosaics. Aquí l'art del mosaic es va unir amb la tradició oriental i va donar lloc a una evolució que es va distingir sobretot per l'ús molt generalitzat de grans quantitats d'or.

## Tipus de mosaic
Depenent de la grandària de les tessel·les, dels dibuixos i del lloc de destinació del mosaic, els romans donaven un nom diferent a aquest treball: 
- Opus vermiculatum, era d'origen egipci i es feia amb unes pedres molt petites. Amb elles l'artista podia dibuixar amb força facilitat les corbes, les siluetes i tota mena d'objectes que poguessin requerir més precisió. Es posaven les tessel·les en una filera contínua que seguia les línies del contorn i del dintorn (límit de les principals parts internes) de les figures que es volia dibuixar. El nom ve del diminutiu llatí vermiculus (de vermis-is, cuc). Ho deien així perquè les línies del dibuix recordaven les sinuositats del cuc.
- Opus musivum, que es feia per als murs. Aquest terme va començar a emprar a finals del segle iii.
- Opus sectile, els dibuixos estaven fets amb pedres més grans i de diferents mides. La tècnica era retallar plaques de marbre de diversos colors per compondre les figures geomètriques, d'animals o humanes. Era una feina molt semblant a la taracea. Els millors exemples d'aquest treball es conserven al Palatí de Roma i procedeixen de la Domus Flavia, al turó del Palatí.
- Opus signinum, de Sígnia (a l'antiga regió del Laci). En aquest lloc hi havia fàbriques de teula, amb les deixalles de les quals s'obtenia una pols acolorida que en barrejar-la amb la calç donava un ciment vermellós molt dur i impermeable. Aquest producte es va emprar bastant a tot Itàlia i a Occident per crear els sòls i com a revestiment de piscines (estanys per a peixos), bótes de salaó, aljubs, etc. De vegades, per donar-li més consistència s'afegien a la massa còdols i pedres picades.

## El mosaic com a paviment
Els romans distingien, a més, entre l'obra de musivum (mosaic) i la de lithostrotum (λιθoστρωτoν), literalment "paviment de pedra" en sentit general. Es deia així al paviment d'una via o camí, d'una plaça oberta o d'un fòrum, o al del sòl d'algun edifici (com el del Panteó d'Agripa de Roma, fet de pòrfir). Es donava a l'obra aquest nom de lithostrotum quan el material consistia en pedres naturals de formació volcànica (sílex) i marbres de diferents colors. Els blocs per a la construcció eren poligonals.
Per a fabricar un paviment fet de mosaic seguien una sèrie de passos que amb el temps es van anar perfeccionant. El lloc de fabricació era un taller especial. Allà el primer que es feia era dissenyar el quadre i aquest treball prenia el nom d'emblema (paraula esdrúixola), veu presa del grec que ve a significar "una cosa que s'incrusta en". Després d'haver dissenyat el quadre es feia una divisió d'acord amb el colorit. Es treia a continuació una plantilla en papir o en tela de cadascuna d'aquestes parcel dividides i sobre aquesta plantilla s'anaven posant les tessel·les seguint el model escollit amb anterioritat. Les tessel·les es posaven invertides, és a dir la cara bona que després es veuria havia d'estar enganxada a la plantilla. Quan aquest treball estava acabat, els experts ho transportaven in situ perquè l'artista conclogués allí la seva obra.
Però abans de posar les tessel·les calia preparar bé el sòl per a rebre-les. Aquesta era una tasca molt important que requeria experiència i habilitat. En primer lloc s'aplanava fins a aconseguir que fos horitzontal però amb una inclinació suau i calculada que facilités el lliscament de l'aigua cap als embornals. El sòl havia de ser ferm i estable, ja que un lleu trencament d'una sola tessel·la podia conduir a la degradació de tota l'obra. Els erudits i arqueòlegs van trobar un clar exemple de com es podia dur a terme aquesta construcció en el famós mosaic d'Alexandre el Gran trobat a la Casa del Faune a Pompeia (Nàpols, Itàlia). El ferm per rebre finalment les tessel·les estava així constituït (de baix a dalt): 
- Sòl natural condicionat
- Morter barrejat amb pols de teula i carbons
- Fragments de teula
- Capa de morter
- Tessel·les del mosaic